# Héctor Anabitarte
Héctor Anabitarte Rivas (Buenos Aires, 1940) es un escritor y militante argentino. En el 1967, fundó Nuestro Mundo, la primera agrupación homosexual argentina.

## Biografía
Héctor Anabitarte Rivas nació en el año 1940 en la ciudad de Buenos Aires, Argentina. Fue delegado del Correo de la Federación Juvenil Comunista.
El golpe de Estado de septiembre de 1955 derivó en la persecución contra los hombres homosexuales más violenta en la historia argentina hasta ese momento, con una serie de allanamientos y edictos policiales que llevaron a encarcelar a cientos de reconocidos homosexuales, llevaron a otros al exilio y resultaron en suicidios con el autoproclamado objetivo del "saneamiento moral". Bajo el nuevo régimen surge la persecución a los homosexuales, y una de sus primeras políticas. En ese marco en octubre de 1955 es arrestado en los sótanos de la Policía Federal dónde sería torturado durante dos meses, siendo liberado en febrero de 1956 aunque arrestado en 1958 por su militancia comunista.
En 1967, fue uno de los fundadores de Nuestro Mundo, la primera agrupación homosexual argentina.
En 1971, fundó, junto al ensayista Juan José Sebreli, el novelista Manuel Puig, el poeta Néstor Perlongher, el escritor Blas Matamoro y la Unión de Mujeres Feministas, entre otros, el Frente de Liberación Homosexual. En 1977, se exilió en España.
En 1979, en colaboración con su pareja, Ricardo Lorenzo Sanz, Anabitarte publicó su primer libro, el ensayo Homosexualidad, el asunto está caliente. Le siguieron el también ensayo Sida, el asunto está que arde (1987, en colaboración con Sanz) y las biografías Bartolomé de las Casas (1990) y Nicolás Copérnico (1992). Cuando en 1977 llegó a España, perseguido por una lista negra del Proceso, se dedicó a ayudar a los refugiados argentinos en Europa.
En 1982, publicó su primera novela, la «joya de la literatura gay» Estrechamente vigilados por la locura. En el 2005, publicó su último libro, Nadie olvida nada, una «especie de biografía cruzada».Tras ese período, se convirtió en el Secretario General de la Fundación Anti Sida España (FASE), por diez años. Ya en Aranjuez, formó junto a otros -y se vuelve coordinador-  (“¿porqué no?”), el Grupo de Acción Anti VIH-Sida.

## Obra

### Novela
- Estrechamente vigilados por la locura (1982)
- Nadie olvida nada (2005)

### Ensayo
- Homosexualidad, el asunto está caliente (1979, en colaboración con Ricardo Lorenzo Sanz)
- Sida, el asunto está que arde (1987, en colaboración con Ricardo Lorenzo Sanz)

### Biografía
- Bartolomé de las Casas (1990)
- Nicolás Copérnico (1992)